# اسماعیلا سورو
اسماعیلا سورو (انگلیسی: Ismaila Soro؛ زادهٔ ۷ مهٔ ۱۹۹۸) بازیکن فوتبال اهل ساحل عاج است.
از باشگاه‌هایی که در آن بازی کرده است می‌توان به باشگاه فوتبال گومل، باشگاه فوتبال اروکا، و باشگاه فوتبال سلتیک اشاره کرد.
وی همچنین در تیم ملی فوتبال ساحل عاج بازی کرده است.